# Polygonum gussonei
Polygonum gussonei là một loài thực vật có hoa trong họ Rau răm. Loài này được Tod. miêu tả khoa học đầu tiên năm 1864.